# Pustelnîkî, Popilnea
Pustelnîkî (în ucraineană Пустельники) este un sat în comuna Hodorkiv din raionul Popilnea, regiunea Jîtomîr, Ucraina.

## Demografie
Componența lingvistică a localității Pustelnîkî
     Ucraineană (96,74%)
     Rusă (3,26%)
Conform recensământului din 2001, majoritatea populației localității Pustelnîkî era vorbitoare de ucraineană (96,74%), existând în minoritate și vorbitori de rusă (3,26%).